# Кочержинці
Кочержи́нці — село в Україні, в Паланській сільській громаді Уманського району Черкаської області. Розташоване за 13 км на південний захід від міста Умань. Населення становить 1 073 особи (станом на 1 січня 2024 р.).

## Населення
За переписом 1897 року кількість мешканців зросла до 2280 осіб (1102 чоловічої статі та 1178 — жіночої), з яких 2271 — православної віри.
За даними перепису 2001 року в селі мешкали 1363 особи.

### Мовний склад
Рідна мова населення за даними перепису 2001 року:
| Мова       | Чисельність, осіб | Доля     |
| ---------- | ----------------- | -------- |
| Українська | 1 338             | 98,17 %  |
| Російська  | 21                | 1,54 %   |
| Вірменська | 3                 | 0,22%    |
| Білоруська | 1                 | 0,07%    |
| Разом      | 1 363             | 100,00 % |

## Історія
В книзі 1895 року, автором якої є В.Б.Антонович, яка має назву "Археологічна мапа Київської губернії"  зазначено, що в Кочержинцях в 1881 році знайдено скарб з 1504 мілких монет: польських, прусських та лівонських XVII ст. 
В книзі Похилевича 1864 року "Сказання про населені місцевості Київської губернії" вказано, що Кочержинці село південніше Паланки, від м. Умань на такій же відстані. Як Паланка, так і Кочержинці знаходяться на вершинах ручаїв, котрі впадають в р. Уманку при місті. Загалом мешканців 1204. Церква Покровська, дерев'яна, збудована в 1797 році; землі має 34 десятини. 
Станом на 1885 рік у колишньому військовому поселенні Уманської волості Уманського повіту Київської губернії, мешкало 1500 осіб, налічувалось 305 дворових господарств, існували православна церква, школа, постоялий будинок, 2 водяних і 3 вітряних млини.
Під час Голодомору 1932—1933 років, тільки за офіційними даними, від голоду померло 502 мешканці села.

## Відомі люди
В селі народилися Герої Радянського Союзу:
- Зеленюк Йосип Павлович (* 29 грудня 1914 — † 30 квітня 1945)[6];
- Садовський Юрій Володимирович (* 7 квітня 1920 — † 27 січня 2006)[7].